# Stony Hill
Stony Hill är en ort i Jamaica.   Den ligger i parishen Parish of Saint Andrew, i den östra delen av landet, 9 km norr om huvudstaden Kingston. Stony Hill ligger 544 meter över havet och antalet invånare är 8 551. Den ligger på ön Jamaica.
Terrängen runt Stony Hill är huvudsakligen kuperad, men åt nordost är den bergig. Runt Stony Hill är det mycket tätbefolkat, med 1 463 invånare per kvadratkilometer. Närmaste större samhälle är New Kingston, 8,0 km söder om Stony Hill. I omgivningarna runt Stony Hill växer i huvudsak städsegrön lövskog.